# Jules Koundé
Jules Olivier Koundé (Párizs, 1998. november 12. –) világbajnoki ezüstérmes francia válogatott labdarúgó; hátvéd. A La Liga-ban szereplő FC Barcelona játékosa.

## Pályafutása

### Bordeaux
2013-ban 14 évesen csatlakozott a Bordeaux akadémiájára. Tagja volt az U19-es korosztálynak is.
Az első felnőtt mérkőzését a francia negyedosztályban játszotta, a 2015/16-os idényben a Stade Bordelais ellen 2016 januárjában.
A következő szezonban az ötödosztályban szerezte profi pályafutása első találatát az Aviron Bayonnais elleni 2–0-ra nyert találkozón.

#### A felnőttcsapatban

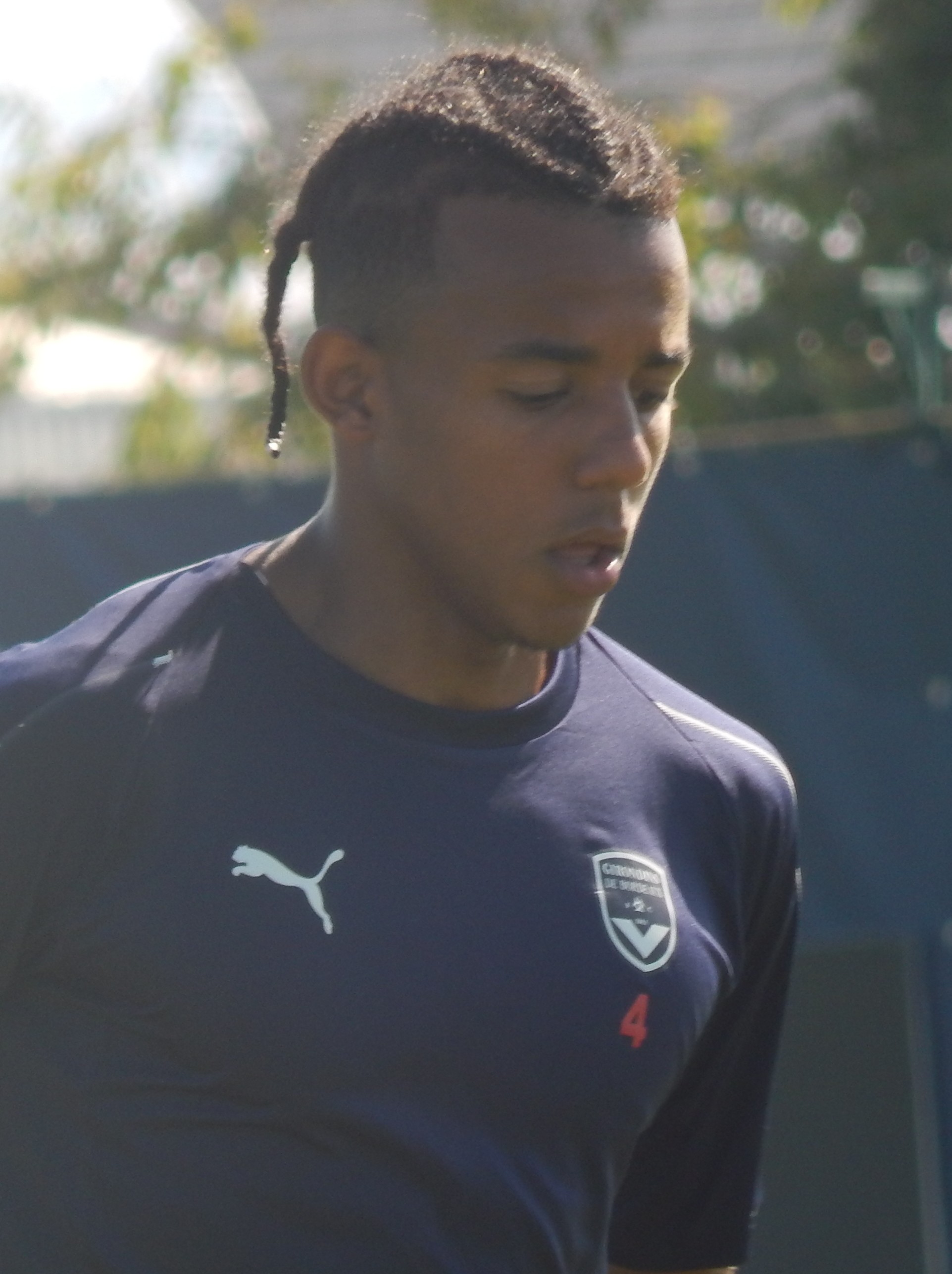
Koundé 2018-ban Bordeaux-ban

2015. december 10-én nevezték először a csapatba, a 2015/16-os Európa-liga csoportkörének utolsó mérkőzésen, az orosz Rubin Kazan ellen.
Több mint két évvel később a 2017/18-as szezonban, 2018. január 7-én lépett először pályára az US Granville elleni 2–1-re elvesztett Francia Kupa találkozón. A bajnokságban január 13-án mutatkozott be az ES Troyes AC elleni 0–1-s idegenbeli mérkőzésen a 20. fordulóban. Öt meccsnappal később szerezte meg első gólját az Amiens SC ellen.

### Sevilla
2019. június 29-én igazolta le az andalúz együttes, az átigazolás díja 25 millió euró volt.
Augusztus 18-án a 2019/20-as bajnokság első fordulójában debütált csereként az Espanyol elleni 0–2-s idegenbeli mérkőzésen, a 75. percben Diego Carlos helyére.
Az első gólját december 18-án szerezte a Bergantiños FC ellen a Spanyol kupában
2020. augusztus 21-én Európa-liga győztes lett az együttessel, a döntőben az Internazionale csapatát győzték le 3–2-re.
Így szeptember 24-én először szerepelt az UEFA Szuperkupában a Bayern München elleni budapesti mérkőzésen.
A 2020/21-es idényben játszotta pályafutása első Bajnokok Ligája mérkőzését, a francia Stade Rennais csapata ellen, a csoportkör második találkozóján.

### Barcelona
2022. július 29-én igazolták le a Sevilla csapatától, és egy ötéves 2027 nyaráig szóló szerződést kötöttek a felek.
Augusztus 28-án lépett pályára hivatalos mérkőzésen először a csapatban, hazai környezetben a Real Valladolid elleni 4–0-s bajnokin.
A következő héten a Sevilla elleni találkozón két gólpasszal járult hozzá a 3–0-s idegenbeli győzelemhez.
Szeptember 7-én mutatkozott be nemzetközi porondon a Bajnokok Ligájában hazai környezetben a cseh Viktoria Plzeň elleni 5–1-s mérkőzésen.
2023. január 12-én játszotta karrierje első spanyol szuperkupa mérkőzését a Real Betis ellen, három nappal később a döntőt is végigjátszotta a Real Madrid elleni győztes mérkőzésen.
Május 14-én klub színeiben 37. mérkőzésén szerezte első gólját, az Espanyol elleni győztes derbin a bajnokság - 34. fordulójában.

## Válogatott karrier

### Franciaország
Tagja volt az U20, és az U21-es válogatottnak. Az utóbbi csapatban szeptember 4-én mutatkozott be, egy 0–2-s Grúz U21 elleni idegenbeli, Európa-bajnoki selejtező mérkőzésen.
2021. március 15-én Sylvain Ripoll beválogatta a csapat 23-fős keretébe, az U21-es Európa-bajnokságra.
A tornán három mérkőzésén lépett pályára Dánia és Oroszország ellen Szombathelyen, míg Izland ellen Győrben.

#### A felnőttcsapatban
2021. május 18-án Didier Deschamps szövetségi kapitány első alkalommal hívta be az A-csapat keretébe, a 2021-es Európa Bajnokságra.
Június 2-án debütált a Wales elleni 3–0-ra nyert felkészülési mérkőzésen. A második félidő elején Benjamin Pavard-ot váltva.
2021. október 10-én pályára lépett az UEFA Nemzetek Ligája 2020/21-es idényének fináléjában a Spanyolország elleni 2–1-s győztes mérkőzésen.
2022. november 9-én Didier Deschamps nevezte a csapat 25-fős keretébe a 2022-es katari világbajnokságra.
Az első világbajnoki mérkőzését Ausztrália ellen játszotta, csereként lépett pályára a találkozó utolsó 1 percében.
A csoportmérkőzéseken csak Tunézia ellen nem lépett pályára, a nyolcaddöntőben Lengyelországot, a negyeddöntőben Angliát, míg az elődöntőben Marokkót búcsúztatták, ezeken a  mérkőzéseken végig a pályán volt. A döntőt Argentína ellen játszották a rendes játékidő 3–3-ra végződött, ezután tizenegyesekkel 4–2-re elvesztették az összecsapást. 2024. május 16-án bekerült a 2024-es labdarúgó-Európa-bajnokságra utazó 25 fős keretbe.

## Statisztika
2023. augusztus 20-i állapot szerint.
| Klub             | Szezon           | Bajnokság        | Bajnokság | Bajnokság | Kupa  | Kupa  | Nemzetközi | Nemzetközi | Egyéb | Egyéb | Összes | Összes |
| Klub             | Szezon           | Liga             | Mérk.     | Gólok     | Mérk. | Gólok | Mérk.      | Gólok      | Mérk. | Gólok | Mérk.  | Gólok  |
| ---------------- | ---------------- | ---------------- | --------- | --------- | ----- | ----- | ---------- | ---------- | ----- | ----- | ------ | ------ |
| Bordeaux II      | 2015/16          | National 2       | 8         | 0         | —     | —     | —          | —          | —     | —     | 8      | 0      |
| 2016/17          | National 3       | 15               | 1         | 15        | —     | —     | —          | —          | —     | —     | 1      |        |
| 2017/18          | National 3       | 7                | 0         | 7         | —     | —     | —          | —          | —     | —     | 0      |        |
| Összesen         | Összesen         | 30               | 1         | —         | —     | —     | —          | —          | —     | 30    | 1      |        |
| Bordeaux         | 2017/18          | Ligue 1          | 18        | 2         | 1     | 0     | 0          | 0          | —     | —     | 19     | 2      |
| Bordeaux         | 2018/19          | Ligue 1          | 37        | 0         | 1     | 0     | 10         | 2          | 3     | 0     | 51     | 2      |
| Bordeaux         | Összesen         | Összesen         | 55        | 2         | 2     | 0     | 10         | 2          | 3     | 0     | 70     | 4      |
| Sevilla          | 2019/20          | La Liga          | 29        | 1         | 2     | 1     | 9          | 0          | —     | —     | 40     | 2      |
| Sevilla          | 2020/21          | La Liga          | 34        | 2         | 7     | 1     | 7          | 1          | 1     | 0     | 49     | 4      |
| Sevilla          | 2021/22          | La Liga          | 32        | 2         | 3     | 1     | 9          | 0          | —     | —     | 44     | 3      |
| Sevilla          | Összesen         | Összesen         | 95        | 5         | 12    | 3     | 25         | 1          | 1     | 0     | 133    | 9      |
| Barcelona        | 2022/23          | La Liga          | 29        | 1         | 4     | 0     | 5          | 0          | 2     | 0     | 40     | 1      |
| Barcelona        | 2023/24          | La Liga          | 2         | 0         | 0     | 0     | 0          | 0          | 0     | 0     | 2      | 0      |
| Barcelona        | Összesen         | Összesen         | 31        | 1         | 4     | 0     | 5          | 0          | 2     | 0     | 42     | 1      |
| KARRIER ÖSSZESEN | KARRIER ÖSSZESEN | KARRIER ÖSSZESEN | 211       | 9         | 18    | 3     | 40         | 3          | 6     | 0     | 275    | 15     |

1. 1 2  Mérkőzése(i) az Európa Ligában
2. ↑  Mérkőzése(i) a Coupe de la Ligue-ben
3. ↑  Mérkőzése(i) a Bajnokok Ligájában
4. ↑  Mérkőzése(i) az UEFA-szuperkupában
5. ↑  A(z) Bajnokok Ligájában: ötször, a(z) Európa Ligában: négyszer lépett pályára
6. ↑  A(z) Bajnokok Ligájában: háromszor, a(z) Európa Ligában: kétszer lépett pályára
7. ↑  Mérkőzése(i) a Supercopa-ban

### A válogatottban
2024. március 26-i állapot szerint.
| Franciaország | Franciaország | Franciaország |
| Év            | Mérk.         | Gólok         |
| ------------- | ------------- | ------------- |
| 2021          | 7             | 0             |
| 2022          | 11            | 0             |
| 2023          | 6             | 0             |
| 2024          | 2             | 0             |
| ÖSSZESEN      | 26            | 0             |

## Sikerei, díjai

#### Sevilla
- Európa Liga: 2019/20

#### Barcelona
- Supercopa: 2022/23
- La Liga: 2022/23

#### Franciaország
- 2021/22-es Nemzetek Ligája győztes
- 2022-es világbajnokság második helyezett